# Les Fosses

Les Fosses este o comună în departamentul Deux-Sèvres, Franța. În 2009 avea o populație de 435 de locuitori.